# Benn Q. Holm
Benn Qvist Holm (Frederiksberg, 24 april 1962) is een Deens schrijver, die publiceert onder de naam Benn Q. Holm.

## Leven en werk
Holm studeert Literatuurwetenschap aan de Universiteit van Kopenhagen. Hij debuteert in 1994 met de roman Til verdens ende (Tot het einde van de wereld). In de daaropvolgende jaren volgen meerdere romans, alvorens Holm in 1998 doorbreekt bij het grote publiek met zijn roman Hafnia Punk, een schildering van het dagelijks leven in de Deense hoofdstad Kopenhagen. In 2002 verschijnt zijn tot nu toe grootste werk, de generatieroman Album.
Naast literatuur voor volwassenen is Holm een van de schrijvers van de detectivereeks voor kinderen, getiteld Det seje sjak (Het taaie team). Ook heeft hij een essaybundel geschreven over Verdens 25 bedste fodboldspillere (De 25 beste voetballers ter wereld, 1999), waarin zowel Johan Cruijff als Johan Neeskens worden behandeld.
Holms romans worden gekenmerkt door een realistische stijl, waarin lichte absurditeit echter niet geschuwd wordt. De grote stad en dan met name Kopenhagen speelt vaak een belangrijke rol in zijn boeken.
Holm woont in de Kopenhaagse wijk Østerbro en is groot fan van voetbalclub FC København.